# Espuri Larci Flavus
Espuri Larci Flavus (llatí: Spurius Lartius Flavus) va ser un magistrat romà dels segles VI i V aC. Formava part de la gens Làrcia, una família romana d'origen etrusc.
Va ser elegit cònsol l'any 506 aC junt amb Tit Hermini Aquilí. Dionís d'Halicarnàs diu que del seu consolat no hi ha cap record i Titus Livi ni tan sols el menciona.
Va ser cònsol per segona vegada el 490 aC i era un membre del grup de cinc enviats a Coriolà quan aquest assetjava Roma. Va ser interrex l'any 480 aC per dirigir els comicis consulars i en aquell mateix any va aconsellar la guerra contra Veïs. El seu germà Tit Larci Flavus també va ser cònsol dos cops.